# Gonzalo Ibáñez
Gonzalo Ibáñez Santa María (Valparaíso, 30 de diciembre de 1945) es un abogado, doctor en derecho, profesor de derecho y político chileno.
Fue rector de la Universidad Adolfo Ibáñez y diputado de la República de Chile durante el período 1998-2002, siendo reelecto en 2001 para el período 2002-2006, por el distrito Nº14, correspondiente a las comunas de Viña del Mar y Concón, en la Región de Valparaíso. En las elecciones de 2005 no logró la reelección, tras ser derrotado por Francisco Chahuán. Actualmente se desempeña como profesor en la UAI.

## Biografía

### Infancia y estudios
Nieto de Adolfo Ibáñez Boggiano, nació del matrimonio entre Pedro Ibáñez Ojeda y Adela Santa María Balmaceda, siendo el tercero de cuatro hermanos (Pedro, José Luis, Gonzalo y Adolfo) y una hermana (Adela). 
Sus estudios básicos y secundarios los realizó en el Colegio Saint Paul's School, en los Sagrados Corazones de Viña del Mar y en la Escuela Naval de Valparaíso. Ingresó a la Facultad de Derecho de la Pontificia Universidad Católica de Chile, y como alumno fue Ayudante y profesor Auxiliar en Filosofía del Derecho. Se tituló en 1970 como abogado. Su tesis de grado se tituló "Legitimidad de la autoridad política", participó en la fundación del Partido Nacional en 1966 con tan sólo 21 años..

### Matrimonio e hijos
Gonzalo Ibáñez contrajo matrimonio con Carla María Davanzo Garbaccio, con quien tuvo 5 hijos.

### Diputado por Viña del Mar y Concón
Fue elegido Diputado de la República de Chile en las elecciones de 1997 por el Distrito Nº14, correspondiente a las comunas de Viña del Mar y Concón, V Región de Valparaíso, para el período 1998-2002. Durante este período integró la Comisión Permanente de Educación, Cultura, Deportes y Recreación y la de Defensa Nacional. En 1999 fue miembro de la Comisión de Acusación Constitucional contra el General (R) Augusto Pinochet Ugarte.
En 2001 fue reelecto por el mismo distrito para el período 2002-2006. En 2005 postuló a una segunda reelección pero no obtuvo el cargo. Durante su segundo período integró la Comisión Permanente de Defensa Nacional; la de Obras Públicas, Transportes y Telecomunicaciones y la de Relaciones Exteriores, Asuntos Interparlamentarios e Integración Latinoamericana.

### Trabajos posteriores
Tras dejar el cargo de Diputado de la República el 11 de marzo de 2006, Gonzalo Ibáñez ha vuelto a la docencia. Ha realizado diversos cursos en la Universidad Adolfo Ibáñez, tales como "Formación del Pensamiento Jurídico", "Roma y el Origen del Derecho", "Del Individualismo al Marxismo: Itinerario de una Tragedia" y "Chile en el año del Bicentenario de la Independencia: los Fundamentos de la Nación".

## Obras

#### Libros
- (1978) El Estado de Derecho: notas para un estudio, Santiago, Chile: Jurídica de Chile, 215p.
- (1984) Persona y derecho en el pensamiento de Berdiaeff, Mounier y Maritain, Santiago, Chile: Universidad Católica de Chile, 215p, ISBN 9561401274.
- (1986) El sentido de la democracia, Santiago, Chile: Corporación de Estudios Nacionales, 106p.
- (1989) La causa de la libertad : ética, política, derecho, Santiago, Chile: Editorial Algarrobo, 211p.
- (2010) Derecho y Justicia: Lo suyo de cada uno Vigencia del derecho natural, Santiago, Chile: Editorial Jurídica de Chile, 464p, ISBN 9789561020528.
- (2013) La Ciudad Cristiana, Santiago, Chile: Editorial Atenas, ISBN 9789568687021.
- (2018) En Debate, Santiago, Chile: Editorial Conservadora, 232p, ISBN 9789560916907.
- (2019) Camino a Septiembre: las Razones de un Quiebre, Santiago, Chile: Editorial Conservadora, ISBN 9789560916938.

#### Ensayos
- (1974) El caso chileno : la política en Chile desde 1810 a la caída de AllendeEn: Estampas de Chile : de la población hispánica a la experiencia Allendista.-- Madrid, España: Editorial Speiro, p.37-58.
- (1975) El sentido de la libertad en el Concilio Vaticano II, Santiago, Chile: Vaitea, 35p.
- (mayo/dic. 1984) Consideraciones sobre el debate político : incidencia en el derecho público del porvenir, En: Revista chilena de derecho, Facultad de Derecho, Pontificia Universidad Católica de Chile. (Santiago, Chile), v.11, no.2/3, p.277-284.
- (1988) Algunas consideraciones sobre el bien común, libertad y propiedad en la doctrina católica En: Temas de derecho, Universidad Gabriela Mistral. (Santiago, Chile), año III, no.1, p.11-19.
- (ene./dic. 1989) Algunas consideraciones sobre la política, el derecho y la justicia En: Revista de derecho público: publicación del Departamento de Derecho Público, Facultad de Derecho, Universidad de Chile. (Santiago, Chile), no.45/46, p.43-50.
- (jul./dic. 1991) Entorno intelectual de la crisis moral, En Revista de derecho público : publicación del Departamento de Derecho Público, Facultad de Derecho, Universidad de Chile. (Santiago, Chile), no.50, p.269-275.
- (ene./dic. 1992) La protección de la persona y los derechos humanos, En Revista de derecho público : publicación del Departamento de Derecho Público, Facultad de derecho, Universidad de Chile. (Santiago, Chile), N.°51/52, p.171-175.
- (ene./dic. 1993) La pena de muerte, en Revista de derecho público. (Santiago, Chile), no.53/54, p.155-158.
- (ago. 1993) La subordinación del poder militar al poder civil : un aporte desde la teoría democrática, en Cuadernos del CED. (Santiago, Chile), no.23, 58p.
- (1995) Dos paradigmas de legitimidad política : notas sobre la confrontación cultural de nuestra época En Anuario de filosofía jurídica y social / Sociedad Chilena de Filosofía Jurídica y Social. (Valparaíso, Chile), p.169-182.
- (1995) Universidad : bien común e iniciativa privada (junto a Gonzalo Rojas Sánchez). Santiago, Chile: Instituto de Humanidades?, Universidad Adolfo Ibáñez, 49p.
- (nov. 1996) La moral de los legisladores. En Revista del abogado, Colegio de Abogados de Chile. (Santiago, Chile), no.8, p.8-10.
- (jul. 1997) La moral de los legisladores : notas sobre el tema matrimonio y divorcio, En Revista del abogado, Colegio de Abogados de Chile. (Santiago, Chile), no.10, p.26-29.
- ((nov. 1998) La crisis de la cultura jurídica en Chile, En Revista del abogado, Colegio de Abogados de Chile. (Santiago, Chile), no.14, p.34-38.
- (1999) Consideraciones sobre la gestión de la I. Municipalidad de Viña del Mar y la fallida concesión del Hotel Miramar, Viña del Mar, Chile: [s.n.], 1999.-- 35h
- (jul. 1999) Igualdad entre varón y mujer. En Revista del abogado / Colegio de Abogados de Chile. N.°16, p.8-11.
- (verano 2007) ¿Qué queda del matrimonio en Chile? : consideraciones a propósito de la nueva ley de matrimonio civil en Humanitas: Revista de antropología y cultura cristiana , Pontificia Universidad Católica de Chile. (Santiago, Chile), Año XII, no.45, p.50-65.
- R.P. Osvaldo Lira P. Ecos de un magisterio

## Historial electoral

### Elecciones parlamentarias de 1997
- Elecciones parlamentarias de Chile de 1997, distrito 14 (Viña del Mar y Concón)[2] (Se han agregado solo los candidatos más relevantes).

| Candidato                  | Pacto                          | Partido  | Votos  | %     | Resultado |
| -------------------------- | ------------------------------ | -------- | ------ | ----- | --------- |
| Laura Soto González        | Concertación por la Democracia | PPD      | 39.432 | 31,29 | Diputada  |
| Gonzalo Ibáñez Santa María | Unión por Chile                | Ind. UDI | 35.363 | 28,06 | Diputado  |
| Raúl Urrutia Ávila         | Unión por Chile                | RN       | 23.478 | 18,63 |           |
| José Makluf Campos         | Concertación por la Democracia | PDC      | 14.841 | 11,78 |           |

### Elecciones parlamentarias de 2001
- Elecciones parlamentarias de Chile de 2001, distrito 14 (Viña del Mar y Concón)[3] (Se han agregado solo los candidatos más relevantes).

| Candidato                  | Pacto                          | Partido | Votos  | %     | Resultado |
| -------------------------- | ------------------------------ | ------- | ------ | ----- | --------- |
| Gonzalo Ibáñez Santa María | Alianza por Chile              | UDI     | 59.822 | 41,34 | Diputado  |
| Rodrigo González Torres    | Concertación por la Democracia | PPD     | 47.593 | 32,89 | Diputado  |
| Bernardo Donoso Riveros    | Concertación por la Democracia | PDC     | 19.397 | 13,41 |           |
| Raúl Celis Montt           | Alianza por Chile              | RN      | 9.129  | 6,31  |           |

### Elecciones Parlamentarias 2005
- Elecciones parlamentarias de Chile de 2005, distrito 14 (Viña del Mar y Concón)[4] (Se han agregado solo los candidatos más relevantes).

| Candidato                  | Pacto                    | Partido | Votos  | %     | Resultado |
| -------------------------- | ------------------------ | ------- | ------ | ----- | --------- |
| Rodrigo González Torres    | Concertación Democrática | PPD     | 42.309 | 27,27 | Diputado  |
| Francisco Chahuán Chahuán  | Alianza                  | RN      | 40.006 | 25,78 | Diputado  |
| Gonzalo Ibáñez Santa María | Alianza                  | UDI     | 38.430 | 24,77 |           |

### Elecciones de consejeros constituyentes de 2023
- Elecciones de consejeros constitucionales de 2023, para la Circunscripción 6 (Región de Valparaíso)[5] (Se han agregado solo los candidatos más relevantes).

| Candidato                          | Pacto               | Partido | Votos   | %     | Resultado |
| ---------------------------------- | ------------------- | ------- | ------- | ----- | --------- |
| Antonio Barchiesi Chávez           | Partido Republicano | PRCh    | 222 474 | 20,68 | Consejero |
| María Soledad Pardo Vergara        | Unidad para Chile   | CS      | 108 529 | 10,09 | Consejera |
| María de los Ángeles López Porfiri | Partido Republicano | PRCh    | 70 859  | 6,59  | Consejera |
| Aldo Valle Acevedo                 | Unidad para Chile   | PS      | 68 564  | 6,37  | Consejero |
| Edmundo Eluchans Urenda            | Chile Seguro        | UDI     | 58 175  | 5,41  | Consejero |
| Marco Antonio Núñez Lozano         | Todo por Chile      | PPD     | 52 204  | 4,85  |           |
| Marcelo Schilling Rodríguez        | Unidad para Chile   | PS      | 45 514  | 4,23  |           |
| Gonzalo Ibáñez Santa María         | Chile Seguro        | ILE     | 35 837  | 3,33  |           |